# Province Cycling Tour
Le Province Cycling Tour (anciennement Tour de la province de Liège) est une course cycliste par étapes belge créée en 1962 et disputée au mois de juillet dans la province de Liège.

## Palmarès
| Année     | Vainqueur,            | Deuxième             | Troisième             |
| --------- | --------------------- | -------------------- | --------------------- |
| 1962      | Julien Stevens        | Jos Huysmans         | Georges Vandenberghe  |
| 1963      | Roger Swerts          | Roger Coopmans       | Herman Van Springel   |
| 1964      | Leopold Heuvelmans    | Jean Christiaens     | Alfons Heylen         |
| 1965      | Marcel Van Rooy       | Joseph Henikenne     | Guy Willem            |
| 1966      | Horst Ruster (de)     | André Froidmont      | Marc Sohet (es)       |
| 1967      | Henk Hiddinga         | Johnny Pieters       | Henri Frenay          |
| 1968      | Willy Van Uytsel      | Jozef Pauwels        | Raymond Vanstraelen   |
| 1969      | Jean-Claude Alary     | Hervé Vermeeren      | Marcel Grifnée        |
| 1970      | Marcel Sannen         | André Doyen          | Theo Dockx            |
| 1971      | Jan Van De Wiele      | Raymond Vanstraelen  | Ludovic Noels         |
| 1972      | Miloš Hrazdíra        | Bedřich Smetana      | Jiří Mainuš           |
| 1973      | Alain Kaye            | Eddy Van Hoof        | Jos Gysemans          |
| 1974      | Henk Smits            | André Coppers        | Alain Kaye            |
| 1975      | Ferdi Van Den Haute   | Pol Verschuere       | Jo Maas               |
| 1976      | René Martens          | Eddy Copmans         | Martin Havik          |
| 1977      | Christian Dumont      | Jo Maas              | Johan van der Velde   |
| 1978      | Daniel Willems        | Paul Jesson          | Maarten de Vos        |
| 1979      | Guy Nulens            | Ronny Van Holen      | Philippe Bodier       |
| 1980      | Derek Hunt            | Luc De Smet (nl)     | Berry Zoontjens       |
| 1981      | Herman Winkel (nl)    | Johan Lambrechts     | Maarten de Vos        |
| 1982      | Tony De Ridder        | John de Crom         | Peter Harings         |
| 1983      | Rinus Ansems          | Victor Buisman       | Anjo van Loon         |
| 1984      | Jan Siemons           | Uwe Raab             | Bruno Vanweverenbergh |
| 1985      | Bjarne Riis           | Erik Breukink        | Michael Pape          |
| 1986      | Ton Zwirs             | Rob Kleinsman        | Peter De Clercq       |
| 1987      | Dirk Meier            | Roland Hennig        | Thomas Liese          |
| 1988      | Pierre Duin           | Jean-Luc Trevisiani  | Bart Leysen           |
| 1989      | Dirk Meier            | Raymond Meijs        | Patrick Lonay         |
| 1990      | Thomas Liese          | Olivier Ackermann    | Raymond Meijs         |
| 1991      | Raymond Meijs         | Fabrice Dejardin     | Gino Jansen           |
| 1992      | Allen Andersson       | Michel Lafis         | Denis Minet           |
| 1993      | Aart Vierhouten       | Marc Streel          | Marc Janssens         |
| 1994      | Koos Moerenhout       | Hans van Dijk        | Mario Aerts           |
| 1995      | Stig Guldbæk          | Steven Van Aken      | Peter Van Santvliet   |
| 1996      | Danny In 't Ven       | Daniele De Paoli     | Renaud Boxus          |
| 1997      | Matthé Pronk          | Marcel Duijn         | Nico Vuurens          |
| 1998      | Jurgen Van Roosbroeck | Davy Daniels         | John van den Akker    |
| 1999      | Danny In 't Ven       | Renaud Boxus         | Oliver Penney         |
| 2000      | Oliver Penney         | Thierry De Groote    | Andy Cappelle         |
| 2001      | Stijn Devolder        | David Galle          | Johan Coenen          |
| 2002      | Kevin De Weert        | Pieter Weening       | Philippe Gilbert      |
| 2003      | Johan Vansummeren     | Frederik Veuchelen   | Thomas Dekker         |
| 2004      | Darius Strole         | Grégory Habeaux      | Leonardo Duque        |
| 2005      | Jeroen Boelen         | Jelle van Groezen    | Robert Gesink         |
| 2006      | Kevin Seeldraeyers    | Geert Steurs         | Francis De Greef      |
| 2007      | Ivaïlo Gabrovski      | Ramūnas Navardauskas | Thomas De Gendt       |
| 2008      | Jan Bakelants         | Jelle Hanseeuw       | Thomas Vedel Kvist    |
| 2009      | Thomas Degand         | Bart De Clercq       | Brian Bulgaç          |
| 2010      | Gilles Devillers      | Sander Cordeel       | Arthur Vanoverberghe  |
| 2011      | Brian Bulgaç          | Clément Lhotellerie  | Tosh Van der Sande    |
| 2012      | Thomas Sprengers      | Walt De Winter       | Clément Lhotellerie   |
| 2013      | Tom David             | Frederik Backaert    | Jérôme Baugnies       |
| 2014      | Wout van Aert         | Jimmy Janssens       | Gianni Vermeersch     |
| 2015      | Kenneth Van Rooy      | Rob Ruijgh           | Dimitri Peyskens      |
| 2016      | Kevin De Jonghe       | Gianni Marchand      | Jimmy Janssens        |
| 2017      | Jimmy Janssens        | Laurens Sweeck       | Adam Toupalik         |
| 2018      | Michiel Dieleman      | Nicolas Cleppe       | Cédric Raymackers     |
| 2019      | Nicolas Cleppe        | Lennert Teugels      | Charlie Meredith      |
| 2020-2021 | pas de course         | pas de course        | pas de course         |
| 2022      | Jason Osborne         | Mauro Verwilt        | Robbe Van Praet       |
| 2023      | Luca Vergallito       | Jelle Vermoote       | Lander Loockx         |
| 2024      | Lucas Jacques         | Jérôme Baugnies      | Tomas De Neve         |
| 2025      | Iben Rommelaere       | Arthur Tirry         | Nathan Amerlynck      |